# Kieran Culkin
Kieran Kyle Culkin (New York, 30 september 1982) is een Amerikaans acteur. Voor zijn rol in de arthouse-film Igby Goes Down, werd hij genomineerd voor een Golden Globe. Voor diezelfde rol won hij een Satellite Award.
Kieran Culkin won op 2 maart 2025 de Oscar voor Beste Mannelijke Bijrol voor zijn rol als Benji Kaplan in de tragikomedie 'A Real Pain'. In de film, geschreven en geregisseerd door Jesse Eisenberg, spelen Culkin en Eisenberg twee Joods-Amerikaanse neven die door Polen reizen om hun grootmoeder te eren. Culkin's vertolking werd geprezen om zijn diepgang en authenticiteit, wat eerder al leidde tot een Golden Globe en een BAFTA voor dezelfde rol. Tijdens zijn acceptatiespeech bedankte hij zijn vrouw, Jazz Charton, en grapte over haar belofte om meer kinderen te krijgen na een Oscarwinst. Zijn broer, Macaulay Culkin, reageerde emotioneel op de overwinning en gaf toe dat hij tijdens de ceremonie in tranen uitbarstte. 
Culkin kreeg in 1990 zijn eerste rol naast zijn twee jaar oudere broer Macaulay Culkin in Home Alone, daarin speelde hij het personage Fuller, een neef van Kevin McCallister, die weer werd gespeeld door Macaulay. Kieran zou na het succes van Home Alone altijd in de schaduw van zijn broer blijven staan, iets waar hij later geen moeite mee had omdat de druk bij Macaulay lag. Ook zijn vader Christopher Culkin keek in mindere mate naar hem om omdat bij zijn oudere broer meer geld te verdienen viel. Zo kon Kieran de geleidelijke weg bewandelen in de filmwereld en verscheen hij in Father of the Bride 1 en 2 als de jongste zoon van Steve Martin. Vreemd genoeg werd Kieran minder succesvol. Na de uitspraak over de echtscheiding van zijn ouders werd Kieran net als de rest van zijn broers en zussen toegewezen aan zijn moeder Patricia Bentrup. In tegenstelling tot zijn broer Macaulay bleef Kieran wel acteren, maar verscheen vooral in B-producties.
Tussen 2003 en 2007 hield Culkin wat afstand van het filmacteren en schonk wat meer tijd aan studie en theaterrollen. Zijn broer Rory en zus Quinn Culkin acteren ook, evenals tante Bonnie Bedelia, een zus van vader Culkin.
Sinds 2018 speelt Culkin in de serie Succession de rol van Roman Roy; hij werd hiervoor twee keer genomineerd voor een Golden Globe.

## Filmografie (selectie)
- 1990 - Home Alone - Fuller
- 1991 - Only the Lonely - Patrick Muldoon
- 1991 - Father of the Bride - Matty Banks
- 1992 - Home Alone 2: Lost in New York - Fuller
- 1993 - Nowhere to Run - Mike 'Mookie' Anderson
- 1995 - Father of the Bride: part II - Matty Banks
- 1998 - The Mighty - Kevin Dillon
- 1999 - She's All That - Simon Boggs
- 1999 - Music of the Heart - Lexi
- 1999 - The Cider House Rules - Buster
- 2002 - Igby Goes Down - Jason
- 2002 - The Dangerous Lives of Altar Boys - Tim Sullivan
- 2008 - Lymelife - Jimmy Bartlett
- 2009 - Margaret - Paul
- 2010 - Scott Pilgrim vs. The World - Wallace Wells
- 2013 - Movie 43 - Neil
- 2016 - Wiener-Dog
- 2021 - No Sudden Move - Charley
- 2018-2023 - Succession - Roman Roy
- 2024 - A Real Pain - Benji Kaplan